# Франц фон Бајрос
Франц фон Бајрос (Загреб, 28. мај 1866 — Беч, 3. април 1924) је био је аустријски комерцијални уметник, илустратор и сликар, најпознатији по својим контроверзним „Причама на тоалетном столу“. Припадао је декадентском покрету у уметности, често користећи еротске теме и фантазмагоричне слике.

## Ране године
Бајрос је рођен у Загребу, који је тада био део Аустријског царства. Са седамнаест година положио је пријемни испит за бечку ликовну академију код Едуарда фон Енгерта. Бајрос је био племићког порекла и припадао је високом бечком друштву. Био је део круга пријатеља Јохана Штрауса Млађег, чијом се кћерком Алисом оженио 1896. Следеће године, Бајрос се преселио у Минхен.

## Каријера
Године 1904. приредио је своју прву изложбу у Минхену, која је наишла на добар пријем. Од 1904. до 1908. путовао је у Париз и Италију ради даљег школовања. Године 1911. створио је своје најпознатије и најконтроверзније дело Приче са тоалетног стола због чега је касније ухапшен и прогнан из Немачке. Вративши се у Беч, осећао се као аутсајдер, а избијање Првог светског рата повећало је његов осећај отуђености. Његов рад се налази у Метрополитен музеју у Њујорку. Укупно је нацртао преко 2000 илустрација. Умро у Бечу 1924. од можданог крварења. Сахрањен је у Средишњем бечком гробљу.